# Arkland

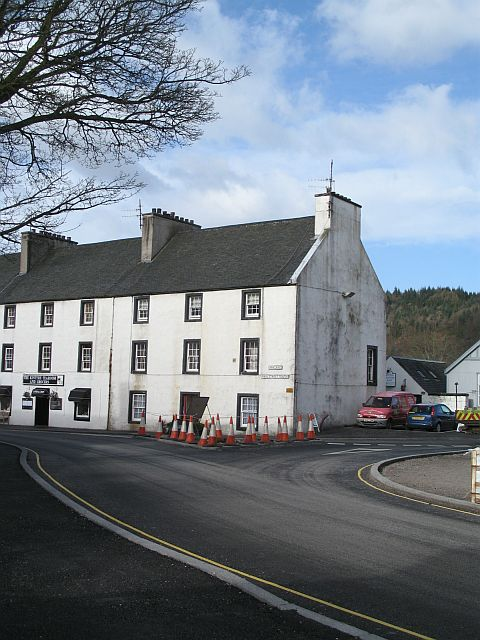
Die beiden nördlichsten Gebäude Arklands

Als Arkland wird eine Gebäudezeile entlang der Main Street in der schottischen Stadt Inveraray bezeichnet. Die Gebäude befinden sich direkt südwestlich der Inveraray Parish Church und liegen somit direkt an der A83, die den Süden der Region bis zur Halbinsel Kintyre an den Central Belt anschließt.
Die Gebäude wurden im Jahre 1775 fertiggestellt. Als Architekt war Robert Mylne für die Planung verantwortlich. Die Mauerarbeiten führte John Marr aus. 1966 wurde Arkland als Ensemble in die schottischen Denkmallisten in der höchsten Kategorie A aufgenommen. Die gegenüberliegende Gebäudezeile Relief Land ist praktisch baugleich mit Arkland.

## Beschreibung
Arkland besteht aus fünf baugleichen Einzelhäusern, die in geschlossener Bauweise entlang der Straße gebaut wurden. Architektonisch weisen die Merkmale der schlichten Georgianischen Architektur auf. Die Gebäude sind dreistöckig und entlang der Vorderfront mit Sprossenfenstern ausgestattet, welche symmetrisch jeweils mittig eingelassene Eingangstüren umgeben. Sie schließen mit schiefergedeckten Satteldächern ab. Rückseitig geht von jedem der Gebäude ein kurzer, dreistöckiger Flügel mit quadratischem Grundriss ab. Diese schließen mit Walmdächern ab. Alle Fassaden sind in der traditionellen Harling-Technik verputzt. Entlang der Rückseite besitzt jedes der Häuser eine außenliegende Treppe, die zum ersten Obergeschoss führt. Die Gebäude werden als Wohnhäuser genutzt. In dem zweiten und vierten Haus der Zeile sind ebenerdig Geschäftsräume eingerichtet.